# Paradise (альбом Коді Сімпсона)
Paradise (укр. Рай) — дебютний студійний альбом австралійського співака Коді Сімпсона, щр вийшов 28 вересня 2012 року на лейблі Atlantic Records.

## Випуск
12 червня 2012 року Сімпсон випустив міні-альбом Preview to Paradise, який складався з чотирьох пісень. До міні-альбому увійшли пісні «Got Me Good», «So Listen», «Wish U Were Here», і «Gentleman». Всі ці пісні, згодом, окрім як «So Listen», вийшли як частина альбому Paradise. Сімпсон заявив, що брав участь у створенні альбому, бо «Я хотів, щоб мій дебютний альбом, створював уявлення про мене.»

## Сингли
25 травня 2012 року провідний сингл «Got Me Good» вийшов як тізер на офіційному сайті Сімпсона і на радіо. Музичне відео на пісню «Got Me Good» вийшло 5 червня.
Пісня «Wish U Were Here», яка стала спільною роботою Сімпсона з американською співачкою Becky G, стала другим офіційний сингл з альбому, який вийшов 12 червня 2012 року. Музичне відео на пісню вийшло 7 серпня 2012 року. За чотири дні вийшли три ремікси пісні.

### Промо-сингл
Пісня «So Listen» вийшла як промо-сингл альбому Paradise. Це став спільний трек Сімпсона та репера T-Pain. Сингл був опублікований на каналі Сімпсона на YouTube 12 березня 2012 року і вийшов в iTunes наступного дня. Сімпсон заявив, що ця пісня не є частиною студійного альбому. Виключно в Японії пісня увійшла до альбому Paradise.

## Трек-лист
| #     | Назва                                  | Автор | Тривалість |
| ----- | -------------------------------------- | --- | ---------- |
| 1.    | «Paradise»                             | Насрі, Гейлі Джин, Коді Сімпсон, Адам Мессінгер, Нолан Ламброза                                                               | 3:16       |
| 2.    | «Got Me Good»                          | Коді Сімпсон, Джон Раян, Rome, Дженніфер Децільвео                                                                            | 2:54       |
| 3.    | «Be the One»                           | Колбі Одоніс, Коді Сімпсон, Кей-Ta Мацуно, Брайан Нельсон                                                                     | 2:55       |
| 4.    | «Hello»                                | Коді Сімпсон, Дрю Пірсон, Раян Меррон, Гаррік Сміт, Джейден Майклс                                                            | 3:36       |
| 5.    | «Tears On Your Pillow»                 | Август Ріго, Коді Сімпсон, Двейн Чін-Куї, Мітчем Чін                                                                          | 4:03       |
| 6.    | «Wish U Were Here» (спільно з Becky G) | Коді Сімпсон, Тайо Крус, Лукаш Готвальда, Бонні МакКі, Генрі Рассел Вальтер, Реббека Марі Гомес                               | 3:16       |
| 7.    | «I Love Girls»                         | Коді Сімпсон, Насрі, Адам Мессінгер, Нолан Ламброза, Lizzy                                                                    | 2:49       |
| 8.    | «Back to You»                          | Коді Сімпсон, Джон Белліон | 3:36       |
| 9.    | «Summer Shade»                         | Коді Сімпсон, Алекс Шварц, Джо Хаджадоріан, Майкл Воррен, Джо Вест, Джексон Майкельсона, Крейг Полсон, Метт Селінас, Пол Райт | 3:05       |
| 10.   | «Gentleman»                            | Коді Сімпсон, Алекс Дезен, Едвін Серано                                                                                       | 3:00       |
| 32:30 |                                        | |            |

| Обмежене видання | Обмежене видання    | Обмежене видання                                                                         | Обмежене видання |
| #                | Назва               | Автор                                                                                    | Тривалість       |
| ---------------- | ------------------- | ---------------------------------------------------------------------------------------- | ---------------- |
| 11.              | «Standing in China» | Макс Шнейдер, Курт Шнайдер, Метью Джеррар                                                | 3:18             |
| 12.              | «The Reason»        | Кларенс Бернар Коффі, Джордан Кендалл Джонсон, Адам Стефан Джонсон, Маркус Даранд Ломакс |                  |
| 13.              | «Torn Up»           |                                                                                          | 3:00             |

| Японське спеціальне видання | Японське спеціальне видання | Японське спеціальне видання                                                                                | Японське спеціальне видання |
| #                           | Назва                       | Автор | Тривалість                  |
| --------------------------- | --------------------------- | --- | --------------------------- |
| 11.                         | «So Listen»                 | Фахім Наджм, Джастін Франкс, Шон Кемпбелл, Тейлор Росс, Едвін «Ліл Едді» Серрано, Коді Сімпсон, Мак Фейоро | 3:06                        |
| 12.                         | «Standing in China»         | Макс Шнейдер, Курт Шнайдер, Метью Джеррар                                                                  | 3:18                        |
| 13.                         | «The Reason»                | Кларенс Бернар Коффі, Джордан Кендалл Джонсон, Адам Стефан Джонсон, Маркус Даранд Ломакс                   |                             |
| 14.                         | «Torn Up»                   | | 3:00                        |

| Міні-альбом Preview to Paradise | Міні-альбом Preview to Paradise        | Міні-альбом Preview to Paradise                                                                            | Міні-альбом Preview to Paradise |
| #                               | Назва                                  | Автор | Тривалість                      |
| ------------------------------- | -------------------------------------- | --- | ------------------------------- |
| 1.                              | «Got Me Good»                          | | 2:56                            |
| 2.                              | «Wish U Were Here» (спільно з Becky G) | Тайо Крус, Лукаш Готвальда, Бонні МакКі, Генрі Рассел Вальтер, Коді Сімпсон, Реббека Марі Гомес            | 3:13                            |
| 3.                              | «So Listen» (спільно з T-Pain)         | Фахім Наджм, Джастін Франкс, Шон Кемпбелл, Тейлор Росс, Едвін «Ліл Едді» Серрано, Коді Сімпсон, Мак Фейоро | 3:06                            |
| 4.                              | «Gentleman»                            | Алекс Дезен, Едвін Серрано, Коді Сімпсон                                                                   | 3:00                            |
| 12:15                           |                                        | |                                 |

## Чарти

### Paradise
| Чарт (2012)                                | Найвища позиція |
| ------------------------------------------ | --------------- |
| Австралія Australian Albums (ARIA)         | 31              |
| Бельгія Belgian Albums (Ultratop Flanders) | 40              |
| Бельгія Belgian Albums (Ultratop Wallonia) | 111             |
| Canadian Albums Chart                      | 16              |
| Франція French Albums (SNEP)               | 157             |
| Irish Albums Chart                         | 53              |
| Іспанія Spanish Albums (PROMUSICAE)        | 81              |
| США Billboard 200                          | 27              |

### Preview to Paradise
| Чарт (2012)           | Найвища позиція |
| --------------------- | --------------- |
| Canadian Albums Chart | 16              |

## Історія випуску
| Країна                | Дата          | Формат                   | Лейбл            |
| --------------------- | ------------- | ------------------------ | ---------------- |
| Австралія             | 1 серпня 2012 | CD, цифрове завантаження | Atlantic Records |
| Канада                | 1 серпня 2012 | CD, цифрове завантаження | Atlantic Records |
| Нова Зеландія         | 1 серпня 2012 | CD, цифрове завантаження | Atlantic Records |
| Об'єднане Королівство | 1 серпня 2012 | CD, цифрове завантаження | Atlantic Records |